# Арнольд, Хайнц
Хайнц Арнольд (12 февраля 1919, Флёа, Саксония — 17 апреля 1945, в районе Шварца, Тюрингия) — немецкий лётчик-ас Второй мировой войны.
Хайнцу Арнольду приписано 49 воздушных побед, из которых 42 победы на Восточном фронте. Из 7 побед, одержанных на Западном фронте — 5 четырёхмоторных бомбардировщиков США. Все его победы на Западном фронте одержаны на реактивном истребителе Messerschmitt Me.262.

## Биография
В люфтваффе с сентября 1939 года, прошёл подготовку в Истребительной лётной школе в Тутове. С января 1940 года служил в подразделении Flieger Ausbildungs Rgt. 12. Затем, во второй половине 1940 года прошёл подготовку в эскадре истребителей люфтваффе Jagdfliegerschule 5 .
Был направлен в Jagdgeschwader 5 на Северный фронт против СССР. В 1942—1944 годах одержал 42 победы, затем переведен в 11 эскадрилью (нем. Staffel) Jagdgeschwader 7, оснащённую реактивными истребителями Messerschmitt Me.262. Оберфельдвебель Арнольд одержал ещё 7 побед на Западном фронте (включая пять четырёхмоторных бомбардировщиков) в марте 1945 года.
Х. Арнольд был сбит в воздушном бою, возможно, истребителями ВВС США North American P-51 Mustang, во время штурмовой операции в районе Шварца, Тюрингия.
Истребитель Me 262 W.Nr.500491, на котором летал Х. Арнольд с отметками о личных победах сейчас выставлен в Смитсоновском институте в Вашингтоне.